# 三河市之戰
三河市之戰（英語：Battle of Trois-Rivières），是美國獨立戰爭時期英國與大陸軍在英屬魁北克省的一場戰事。
1776年5月，英國軍隊解除大陸軍對魁北克市的圍城戰，惟大陸軍仍然握有蒙特利爾及聖勞倫斯河的主要據點。在第二次大陸會議的專員力主下，大陸軍在6月8日由索雷爾出發，攻打三河市外的英國駐軍。然而由於情報失誤，大陸軍不但低估了英國軍隊的人數，而且錯誤地走入了沼澤，結果遭到英國正規軍擊潰。
三河市之戰結束後十日，大陸軍被迫完全撤出魁北克省地區，英國重新恢復管治。大陸軍遠征加拿大不但以失敗告終，而尚普蘭湖及哈德遜河上游區域，也再次受到英國軍隊威脅。

## 背景及雙方部署
1776年5月6日，英國的首批援軍抵達魁北克市，並解除大陸軍對魁北克市的圍城。潰敗的大陸軍在5月17日至18日退卻到聖勞倫斯河的另一重鎮索雷爾，並繼續佔據蒙特利爾。
雖然大陸軍向後潰退，但魁北克省總督蓋伊·卡爾頓並沒有立即追擊，而是忙於恢復魁北克近郊的行政管理，並派專員調查各戶居民有否通敵。要到5月22日，卡爾頓才派阿蘭·麥克林出兵，帶同第29步兵軍團及第47步兵軍團到三河市駐守。三河市位處聖勞倫斯河北岸。若果英軍溯河西進，並穿越聖彼得湖（Lake St. Peters），便可攻擊南岸的索雷爾。而倘若索雷爾失守，則英軍可輕易反攻蒙特利爾市。
不久，英軍在色達斯之戰取勝的消息抵達。但卡爾頓未有派兵配合，而是留下麥克林繼續佈防，自己則回到魁北克市迎接約翰·伯戈因及其援兵。6月2日，西門·菲沙准將帶同另一批軍隊出發，在7日也抵達三河市。這使該處的駐守英軍增至1,000人以上。除此以外，英軍尚有25艘軍艦在鄰近河道待命，隨時可派軍隊登陸作戰。
至於大陸軍方面，約翰·湯馬士准將在5月21日於索雷爾召開軍事會議，商討下一步對策。由於大陸軍飽受天花所苦，所以湯馬士反對再作進攻。然而第二次大陸會議的兩名專員、查爾斯·卡羅爾及塞繆爾·蔡斯，卻堅持反攻德尚普，以圖再次攻打魁北克市。他們根據情報，認為英國援軍只有數百多人，所以才沒有追擊敗退的大陸軍；而位處德尚普及魁北克市之間的三河市，更只有300名駐軍。故此，會議最終決議反攻德尚普。
諷刺的是，湯馬士在召開軍事會議當日，便感染天花，到6月2日死亡。軍隊由威廉·湯普森准將暫代指揮，直到約翰·沙利文准將在5日抵達為止。在沙利民抵達前，湯普森先命阿瑟·聖克萊帶600人，攻打三河市的英國駐軍；而沙利民抵埗後，隨即命湯普森帶1,600人跟隨。兩支部隊在6月7日晚上橫過聖勞倫斯河，並在北岸登陸。

## 戰鬥

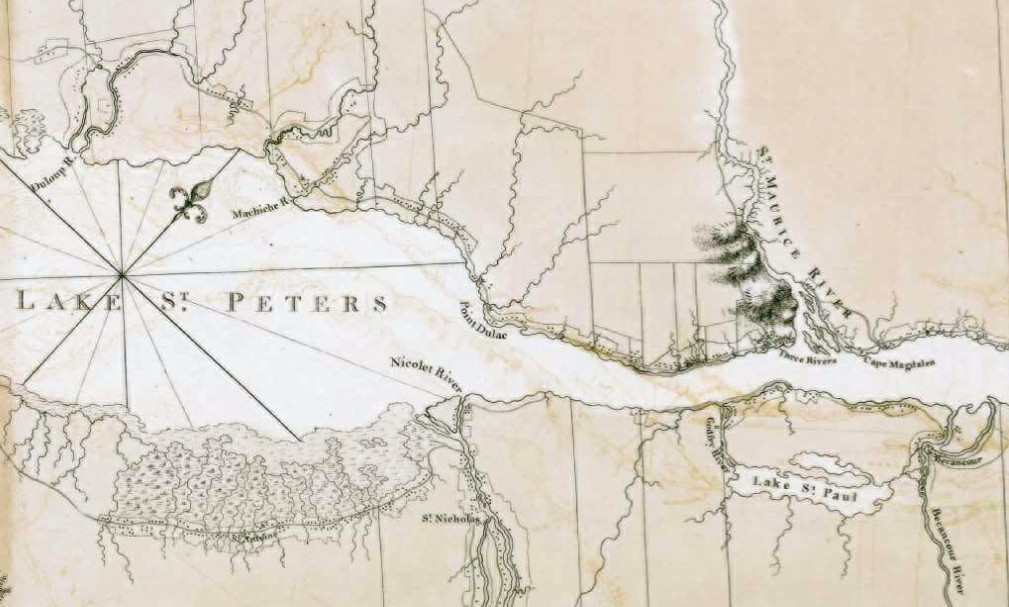
聖彼得湖與三河市地圖。在1776年，三河市仍是一鄉郊村落，位於地圖右面聖莫里斯河（St. Maurice River）與聖勞倫斯河的交匯點。在三河市之戰，大陸軍於地圖中央的湖岬（Point Du Lac）登陸，然後向東行軍，卻被當地農夫引入沼澤，以致遭到英軍包圍。

大陸軍渡河後，留下250人看守船隻，然後開始行軍。然而大陸軍很快便陷入危機。首先，他們的動向已被一名本地民兵發現，而該名民兵即時趕向福雷澤將軍匯報。第二，湯普森因對地形不熟，而找來一名本地農夫求助。但該名農夫卻刻意誤導，使湯普森的軍隊全部陷入泥沼，用上多個小時才勉強脫困。
另一方面，當福雷澤得悉大陸軍登陸後，即時派軍艦卸載軍隊，並到三河市外的道路佈防。福雷澤亦派部分軍艦繞到大陸軍背後，並攻擊其運輸艦艇，使該處的守軍全數撤退。。
故此，當湯普森帶領軍隊走出沼澤、回到河岸道路之時，他們隨即遭到英國軍艦的艦炮攻擊。別無選擇下，大陸軍只好回到沼澤避難。至於由安東尼·韋恩上校帶領的部隊，雖然選擇翻越整個沼澤，但當部隊踏上平地之時，隨即遭到福雷澤列陣以待的步兵射擊。無法運擊之下，韋恩的部隊即時潰散，又只好回到沼澤。最後，聖克萊的部隊雖成功回到登陸地點，但運輸船艦已經撤走，而英軍已經登陸佈陣。全部大陸軍幾乎被困沼澤之內。
情況危急之下，聖克萊的部隊回到沼澤，並沿著樹林向上游逃走。至於韋恩則成功聚集800人，意圖強攻英軍陣列，卻遭到失敗，結果全軍亦只好匿藏樹林，期間士兵不斷潰逃。
6月8日下午，卡爾頓返抵前線，並接過指揮。雖然湯普森的軍隊已經被包圍，但卡爾頓卻網開一面，下令駐守於大陸軍退路的一支部隊撤走。卡爾頓很可能是不想處理大量戰俘，又或者想進一步打擊大陸軍的士氣。縱然如此，頗多大陸軍士兵仍然無法逃走，而被英軍俘虜，包括湯普森准將在內。戰後英軍共點算得236名俘虜，而大陸軍約有30至50人死亡。

## 後續影響
三河市之戰後，潰散的大陸軍沿河撤退，最後在貝爾蒂埃鎮渡河返回索雷爾。沙利民本來想以手上的2,500兵力死守，但由於天花繼續肆虐，再加上有傳聞指英國軍艦正溯河而來，使沙利民決定撤退。6月14日沙利民領軍離開，直接沿黎塞留河及尚普蘭湖撤回南方。至於蒙特利爾方面，阿諾德在色達斯之戰後已經回城，但一直沒有收到沙利民的消息。6月15日，阿諾德派詹姆斯·威爾金森上尉到索雷爾探聽消息，結果威爾金森幾乎與英國艦隊正面遭遇，只能上岸盜馬趕回蒙特利爾。得悉英軍已經迫在眉睫，阿諾德下令全軍逃走，並且焚毀蒙特利爾城。阿諾德的部隊在四小時內便離開蒙特利爾，而市鎮的火災則為蒙特利爾民兵撲滅。稍後市鎮民兵自行負責巡邏，直到6月17日英軍入城為止。
至於英軍方面，卡爾頓雖在6月9日便派軍艦追擊，但艦隊要到13日才開始出發；福雷澤則帶1,200名步兵沿聖勞倫斯河北岸行軍。6月14日下午英軍佔領了索雷爾，並在17日光復蒙特利爾及聖讓恩堡。其時阿諾德早已回到尚普蘭湖，並且將聖讓恩堡及其他可用船隻焚燒拆毀。至此，大陸軍被全數逐回尚普蘭湖區域，魁北克省全境再次回到英國統治。